# The Pyramid (Westantarktika)
The Pyramid (englisch, schwedisch Pyramiden, beiderseits übersetzt Die Pyramide; in Argentinien Roca Pirámide ‚Pyramidenfelsen‘) ist ein pyramidenförmiger und 554 m hoher Nunatak im Norden des Grahamland auf der Antarktischen Halbinsel. Auf der Trinity-Halbinsel ragt er 2,5 km südöstlich des Kopfendes der Hope Bay auf.
Eine Mannschaft um Johan Gunnar Andersson entdeckte und benannte den Nunatak bei der Schwedischen Antarktisexpedition (1901–1903) unter der Leitung Otto Nordenskjölds. Das UK Antarctic Place-Names Committee überführte diese Benennung am 21. November 1949 ins Englische.